# 단순 함수
측도론에서 단순 함수(單純函數, 영어: simple function)는 유한 가지 값만을 가지는 가측 함수이다.

## 정의
다음이 주어졌다고 하자.
- {\displaystyle \mathbb {K} \in \{\mathbb {R} ,\mathbb {C} \}}
- {\displaystyle \mathbb {K} }-바나흐 공간 {\displaystyle V}
- 가측 공간 {\displaystyle (X,{\mathcal {S}})}

그렇다면, {\displaystyle X}에서 {\displaystyle V}로 가는 단순 함수는 다음과 같은 꼴의 함수이다.
{\displaystyle f\colon X\to V}
{\displaystyle f=\sum _{i=1}^{n}v_{i}\chi _{S_{i}}}
{\displaystyle v_{i}\in V}
{\displaystyle S_{i}\in {\mathcal {S}}}
{\displaystyle n\in \mathbb {N} }
여기서 {\displaystyle \chi }는 지시 함수이다.

## 성질
모든 단순 함수는 가측 함수이다. 따라서 단순 함수의 열의 점별 극한은 (만약 존재한다면) 가측 함수이다. 페티스 가측성 정리에 따라, 만약 공역 {\displaystyle V}가 분해 가능 바나흐 공간일 경우, 가측 함수는 단순 함수의 열의 점별 극한과 동치이다. 그러나 일반적인 바나흐 공간 값 함수의 경우 단순 함수의 열의 점별 극한이 아닌 가측 함수가 존재할 수 있다.

## 예
모든 지시 함수 또는 계단 함수는 단순 함수이다.

## 참고 문헌
- Hytönen, Tuomas; van Neerven, Jan; Veraar, Mark; Weis, Lutz (2016). 《Analysis in Banach Spaces. Volume I: Martingales and Littlewood-Paley Theory》. Ergebnisse der Mathematik und ihrer Grenzgebiete. 3. Folge / A Series of Modern Surveys in Mathematics (영어) 63. Cham: Springer. doi:10.1007/978-3-319-48520-1. ISBN 978-3-319-48519-5. ISSN 0071-1136. LCCN 2016955329.